# Labastide-Gabausse
Labastide-Gabausse (okzitanisch La Bastida Gavaussa oder La Bastida Gavauça) ist eine französische Gemeinde im Département Tarn mit 538 Einwohnern (Stand: 1. Januar 2022) in der Region Okzitanien (vor 2016 Midi-Pyrénées). Sie gehört zum Arrondissement Albi und zum Kanton Carmaux-2 Vallée du Cérou (bis 2015 Carmaux-Sud).

## Geografie
Labastide-Gabausse liegt etwa 14 Kilometer nordnordwestlich von Albi. Umgeben wird Labastide-Gabausse von den Nachbargemeinden Monestiés im Norden und Nordwesten, Combefa im Norden, Saint-Benoît-de-Carmaux im Nordosten, Blaye-les-Mines im Osten, Taïx im Süden und Südosten, Mailhoc im Süden und Südwesten sowie Virac im Westen.

## Bevölkerungsentwicklung
| 1962                      | 1968 | 1975 | 1982 | 1990 | 1999 | 2006 | 2013 |
| ------------------------- | ---- | ---- | ---- | ---- | ---- | ---- | ---- |
| 464                       | 417  | 426  | 425  | 409  | 374  | 416  | 471  |
| Quelle: Cassini und INSEE |      |      |      |      |      |      |      |

## Sehenswürdigkeiten
- Kirche Notre-Dame aus dem 13. Jahrhundert